# 463
Évszázadok: 4. század – 5. század – 6. század
Évtizedek: 410-es évek – 420-as évek – 430-as évek – 440-es évek – 450-es évek – 460-as évek – 470-es évek – 480-as évek – 490-es évek – 500-as évek – 510-es évek
Évek: 458 – 459 – 460 – 461 –  462 – 463 – 464 – 465 – 466 – 467 – 468

## Események

### Nyugat- és Keletrómai Birodalom
- Caecina Decius Basiliust (nyugaton) és Antoninus Messala Vivianust (keleten) választják consulnak.
- A vizigótok megtámadják a Ravenna ellen fellázadó Aegidiust, de az orléans-i csatában vereséget szenvednek és II. Theodoric király testvére, Frederic is elesik.
- Gunderic burgund király megszállja a galliai Viennát.
- A szaragurok, ogurok és onogurok követséget küldenek Konstantinápolyba, miután a szabirok elűzték őket korábbi, Fekete-tenger melletti szállásterületükről. A szabirok az avarok támadása miatt vándoroltak nyugatra.

## Halálozások
- Palermói Olivia, keresztény mártír
- Condati Romanus, szent remete

## Fordítás
- Ez a szócikk részben vagy egészben  a(z)   463 című francia Wikipédia-szócikk ezen változatának fordításán alapul.  Az eredeti cikk szerkesztőit annak laptörténete sorolja fel. Ez a jelzés csupán a megfogalmazás eredetét és a szerzői jogokat jelzi, nem szolgál a cikkben szereplő információk forrásmegjelöléseként.